# Saint-Baudille-de-la-Tour
Saint-Baudille-de-la-Tour là một xã của tỉnh Isère, thuộc vùng Rhône-Alpes, đông nam nước Pháp.